# Coupe de France féminine de cyclisme sur route 2022
Cet article traite uniquement de la compétition féminine. Pour les résultats de la compétition masculine, voir Coupe de France de cyclisme sur route 2022.
Navigation
Coupe de France 2021 Coupe de France 2023
La Coupe de France féminine de cyclisme sur route 2022 est la 23e édition de la Coupe de France féminine de cyclisme sur route. 

## Coupe de France Femmes Elites

### Résultats
| Date         | Course                         | Vainqueur            | Deuxième           | Troisième                 |
| ------------ | ------------------------------ | -------------------- | ------------------ | ------------------------- |
| 17 avril     | Grand Prix de Chambéry         | Brodie Chapman       | Victorie Guilman   | Cristina Tonetti          |
| 13 mai       | La Classique Morbihan          | Antri Christoforou   | Coralie Demay      | Femke Markus              |
| 14 mai       | Grand Prix du Morbihan Féminin | Ally Wollaston       | Vittoria Guazzini  | Grace Brown               |
| 13 août      | La Périgord Ladies             | Grace Brown          | Simone Boilard     | Rachel Neylan             |
| 14 août      | La Picto-Charentaise           | Marie Le Net         | Skylar Schneider   | Nathalie Eklund           |
| 25 août      | Kreiz Breizh Elites Dames      | Emma Norsgaard Bjerg | Silvia Persico     | Marie Le Net              |
| 11 septembre | La Choralis Fourmies Féminine  | Clara Copponi        | Valentina Basilico | Maria Martins             |
| 18 septembre | Grand Prix d'Isbergues féminin | Chiara Consonni      | Clara Copponi      | Maria Giulia Confalonieri |

### Classement final
|     | Nom                       | Equipe               | Points |
| --- | ------------------------- | -------------------- | ------ |
| 1re | Marie Le Net              | FDJ-Suez-Futuroscope | 105    |
| 2e  | Grace Brown               | FDJ-Suez-Futuroscope | 89     |
| 3e  | Maria Giulia Confalonieri | Ceratizit-WNT        | 78     |

|     | Equipe               | Points |
| --- | -------------------- | ------ |
| 1re | FDJ-Suez-Futuroscope | 255    |
| 2e  | Arkéa                | 161    |
| 3e  | Cofidis              | 159    |

## Coupe de France Femmes National

### Résultats
| Date         | Course                                        | Vainqueur               | Deuxième                    | Troisième                       |
| ------------ | --------------------------------------------- | ----------------------- | --------------------------- | ------------------------------- |
| 27 mars      | Boucles Guégonnaises Femmes                   | Séverine Eraud          | Léonie Laubig               | Annabel Fisher                  |
| 9 avril      | Grand Prix de Chardonnay                      | Marine Guérin           | Églantine Rayer             | Morgane Coston                  |
| 1er mai      | Chrono 47 (Contre-la-montre par équipes)      | Team Macadam's Cowboys  | Occitane Cyclisme Eurinvest | Vélo Club de Morteau-Montbenoit |
| 29 mai       | Route Féminine de Loire-Atlantique            | Fernanda Yapura         | Émilie Fortin               | Lucy Gadd                       |
| 3 juillet    | Prix de la Ville de Morteau                   | Julie Bego              | Annabel Fisher              | Fernanda Yapura                 |
| 10 juillet   | Classic Féminine de Vienne Nouvelle-Aquitaine | Marie-Morgane Le Deunff | Lara Lallemant              | Chloé Charpentier               |
| 24 juillet   | Tour de Charente-Maritime                     | Marion Borras           | Fernanda Yapura             | Chloé Charpentier               |
| 25 septembre | Mirabelle Classic                             | Cecilia van Zuthem      | Inès Van der Linden         | Eugénie Duval                   |

### Classement final[7]
|     | Equipe                               | Points |
| --- | ------------------------------------ | ------ |
| 1re | Breizh Ladies                        | 164    |
| 2e  | Team Macadam's Cowboys               | 160    |
| 3e  | Team Groupe Abadie-Le Boulou         | 122    |
| 4e  | Team Féminin Chambéry                | 103    |
| 5e  | Sprinter Nice Métropole              | 102    |
| 6e  | Team Elles-Groupama-Pays de la Loire | 87     |
| 7e  | Vélo Club Morteau Montbenoit         | 73     |
| 8e  | U.V.C.A Troyes                       | 67     |
| 9e  | Team Féminin Auvergne-Rhône-Alpes    | 66     |
| 10e | Team Centre Val de Loire Féminin     | 58     |